# جولة هيستوري العالمية
جولة هيستوري العالمية (بالإنجليزية: HIStory World Tour)‏ هي ثالث وآخر جولة موسيقية عالمية منفردة للمغني الأمريكي مايكل جاكسون. تضمنت الجولة 83 عرض وقدر جمهورها بـ 4.5 مليون شخص حول العالم، مما جعل جاكسون يحطم رقم جولته العالمية السابقة باد وورلد تور التي كان جمهورها يقدر بحوالي 4.4 مليون شخص. عرضت الجولة في 57 مدينة و35 دولة من خمس قارات حول العالم.

## وصلات خارجية
- جولة هيستوري العالمية على موقع ميوزك برينز (الإنجليزية)